# Wolfgang Baumgratz

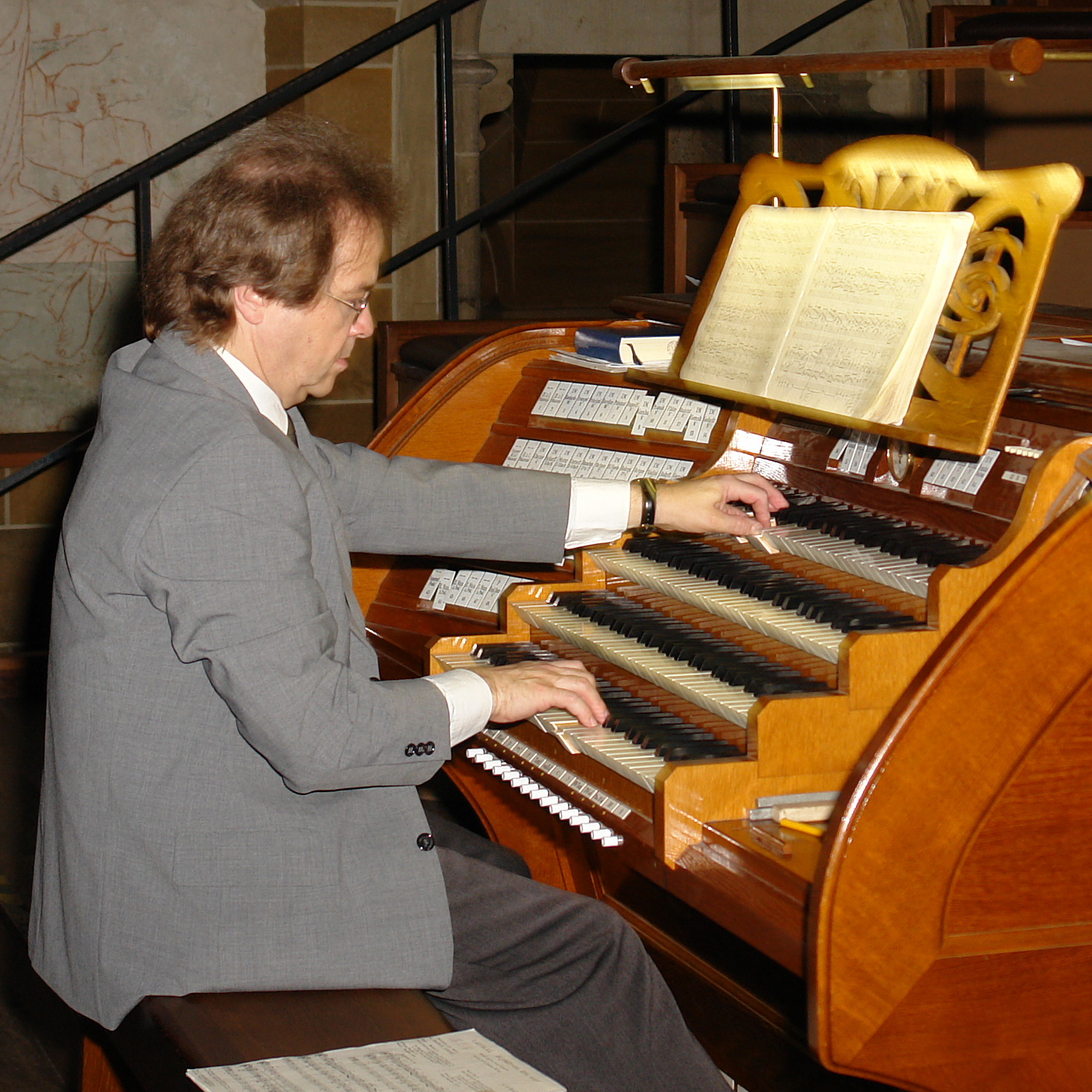
Wolfgang Baumgratz an der Sauer-Orgel im Bremer Dom (2007)

Wolfgang Baumgratz (* 10. Oktober 1948 in Meersburg, Bodensee) ist ein deutscher Organist, Kirchenmusiker und Musikpädagoge.

## Leben
Seine musikalische Ausbildung erhielt Wolfgang Baumgratz an der Hochschule für Kirchenmusik in Heidelberg und der Hochschule für Musik in Freiburg im Breisgau, (Orgel bei Ludwig Doerr), wo er 1976 das A-Examen für Evangelische Kirchenmusik absolvierte und von 1971 bis 1976 als Kantor an der Johanneskirche in Merzhausen tätig war. Es schloss sich ein zweijähriges Orgelstudium als Stipendiat des Deutschen Akademischen Austauschdienstes (DAAD) bei Albert de Klerk am Konservatorium in Amsterdam an, das er 1978 mit dem Solisten-Examen in Orgel abschloss.
1979 wurde Baumgratz als Nachfolger von Zsigmond Szathmáry zum Domorganisten am St. Petri-Dom in Bremen berufen. Ein Jahr später erhielt er einen Lehrauftrag für Orgel an der Hochschule für Künste (HfK) Bremen. Seit 1982 ist er Orgelsachverständiger der Bremischen Evangelischen Kirche. 1984 erfolgte die Ernennung zum Professor für Orgel an der HfK Bremen; 1989 übernahm er die Leitung der Abteilung Kirchenmusik.
Seine Konzerttätigkeit als Organist führte ihn durch ganz Europa. Darüber hinaus spielte er zahlreiche Aufnahmen auf LP und CD ein.
1990 wurde er Vizepräsident der Gesellschaft der Orgelfreunde e. V. (GdO), deren Präsident er von 1998 bis 2013 war.
Nach seiner Emeritierung 2014 übernahm Wolfgang Baumgratz (neben einem hauptamtlichen Kirchenmusiker) eine Organistenstelle in der evangelischen Kirchengemeinde St. Remberti in Bremen-Schwachhausen, deren Fischer & Krämer-Orgel er 1994 mit konzipiert hatte. Seit 2020 ist er Organist im evangelischen Gemeindeverbund Bremen-Walle (Immanuelkirche und Alte Waller Kirche).

## Diskografie
- Musik für Cembalo und Orgel im Bremer Dom.
  - Werke von Georg Friedrich Händel, Nicholas Carlston, Carl Philipp Emanuel Bach, François Couperin und Bernardo Pasquini. Käte van Tricht, Cembalo und Wolfgang Baumgratz, Orgel. Silbermann-Orgel, Bremer Dom. Detmold: Musikproduktion Dabringhaus & Grimm, 1981. 1 LP.
- Georg Philipp Telemann: Orgelwerke.
  - Bach-Orgel (Van Vulpen), Bremer Dom. Detmold: Musikproduktion Dabringhaus & Grimm, 1982. 1 LP.
- Orgelkonzert im Dom zu Bremen – Werke über das „Te Deum laudamus“.
  - Werke von Pierre Attaignant, Dieterich Buxtehude, Nicolas Gigault, Max Reger und Charles Tournemire. Sauer-Orgel, Bremer Dom. Freiburg im Breisgau: Christophorus, 1983. 1 LP.
- Johann Sebastian Bach: Die sechs Triosonaten.
  - Bach-Orgel (Van Vulpen), Bremer Dom. Düsseldorf: Motette, 1985. 2 LPs.
- Johann Sebastian Bach: Orgelbearbeitungen der Romantik.
  - Bearbeitungen von Franz Liszt, Jan Barend Litzau, William Thomas Best, Alexandre Guilmant, Charles-Marie Widor, Sigfrid Karg-Elert und Max Reger. Sauer-Orgel, Bremer Dom. Detmold: Musikproduktion Dabringhaus & Grimm, 1985. 1 LP.
- Johann Caspar Ferdinand Fischer: Ariadne Musica.
  - Arp-Schnitger-Orgel, Grasberg. Freiburg im Breisgau: Christophorus, 1985. 1 LP.
- Nocturne: Englischhorn & Orgel.
  - Werke von Johann Sebastian Bach, César Franck, Gabriel Fauré, Josef Rheinberger, Max Reger, Henrik Andriessen und Marguerite Roesgen-Champion. Helmut Schaarschmidt, Englischhorn und Wolfgang Baumgratz, Orgel. Klais-Orgel, Stadtkirche Rotenburg/Wümme. Heidelberg: Christophorus, 1986/2005. 1 CD.
- Wilhelm Friedemann Bach: Das Orgelwerk.
  - Holzhey-Orgel, Klosterkirche Neresheim. Freiburg im Breisgau: Christophorus, 1991. 1 CD.
- Bach und Händel: Werke in romantischen Orgelbearbeitungen.
  - Bearbeitungen von Sigfrid Karg-Elert, Max Reger, Alexandre Guilmant, Arno Landmann und William Thomas Best. Detmold: Musikproduktion Dabringhaus & Grimm, 1997. 1 CD.
- Klerk-Musik: Orgelwerke von Albert de Klerk.
  - Sauer-Orgel, Bremer Dom. Rotterdam: Lindenberg Boeken & Muziek, 1997. 1 CD.
- Josef Rheinberger, Orgelwerke, Vol. 7.
  - Sauer-Orgel, Bremer Dom. Düsseldorf: Motette, 1999. 1 CD.
- Orgellandschaft Schleswig/Sonderjylland.
  - Werke von Dieterich Buxtehude, Franz Tunder, Johann Nicolaus Hanff, Nicolaus Bruhns, Johann Schieferdecker, Petrus Heydorn, Niels Wilhelm Gade, Johann Lorentz und Johann Peter Emilius Hartmann. Detmold: Musikproduktion Dabringhaus & Grimm, 1999. 1 CD.
- Orgellandschaft Holstein/Lübeck.
  - Werke von Andreas Kneller, Dieterich Buxtehude, Petrus Heydorn, Christian Flor, Jacob Kortkamp, Nicolaus Hasse, Johann Steffens und Petrus Hasse. Detmold: Musikproduktion Dabringhaus & Grimm, 2000. 1 CD.
- Orgellandschaft Holstein/Lübeck, Vol. 2.
  - Orgeln aus dem 19. Jahrhundert. Detmold: Musikproduktion Dabringhaus & Grimm, 2000. 1 CD.
- Orgelmusik von Komponistinnen.
  - Werke von Clara Schumann, Elfrida Andrée, Cécile Chaminade und Elsa Barraine. Sauer-Orgel, Bremer Dom. Saarbrücken: IFO Classics, 2000. 1 CD.
- Die Orgeln von Gottfried Silbermann, Vol. 6.
  - Silbermann-Orgeln in Freiberg, Mylau, Bremen und Schloss Burgk. Altenburg: Querstand, 2001. 1 CD.
- Erlesenes für Sopranino-Blockflöte & Oboe mit Orgel.
  - Werke von Johann Sebastian Bach, Georg Friedrich Händel, Alexandre Guilmant, Gabriel Fauré, Carl Nielsen, Francesco Maria Veracini und Wolfgang Amadeus Mozart. Helmut Schaarschmidt, Sopranino-Blockflöte & Oboe und Wolfgang Baumgratz, Orgel. Sauer-Orgel, Bremer Dom. Heidelberg: Christophorus, 2002. 1 CD.
- „Ein feste Burg ist unser Gott“: Die Sauer-Orgel im St. Petri Dom zu Bremen.
  - Werke von Max Reger. Everswinkel: Tonstudio Solle, 2004. 1 CD.
- Orgelmusik der Bach-Familie.
  - Werke von Johann Christoph Bach, Johann Michael Bach, Johann Bernhard Bach, Wilhelm Friedemann Bach, Carl Philipp Emanuel Bach und Johann Christian Bach. Algermissen: Ambiente, 2004. 1 CD.
- Johann Sebastian Bach: Inventionen und Sinfonien.
  - Silbermann-Orgel, Bremer Dom. Düsseldorf: Motette, 2005. 1 CD.
- Jan Janca: Orgelwerke Vol. 3.
  - Das Kirchenjahr in 16 Choralvorspielen (2006). Rondo für Orgel (2002). Sauer-Orgel, Bremer Dom. Detmold: Musikproduktion Dabringhaus & Grimm, 2009. 1 CD.